# Гардап
Гардап (англ. Hardap Region) — є однією з 14 адміністративних областей Намібії. Площа області становить 109 651 км². Чисельність населення дорівнює 79 507 осіб (на 2011).

## Географія
Розташований в південній частині країни і простягнувся від Атлантичного океану до кордону з Ботсваною. Назву свою область отримала по найбільшій в Намібії греблі Хардап на річці Фіш-Рівер. Південніше Області Хардап знаходиться область Карас, північніше — область Кхомас.
Узбережжя області та більшу частину її території на схід займає пустеля Наміб. На схід пустелі Наміб лежать гірські хребти Тірас і Науклуфт, що є частиною південноафриканського Великого Уступу. Найвищою точкою Хардап є гора Лозберг (1976 метрів над рівнем моря) в західній частині області. Через всю область, з північного сходу на південний захід, тече річка Фіш-Рівер, зрошуючи пустельні землі і роблячи їх таким чином придатними для скотарства. На сході Хардапу знаходяться савани плоскогір'їв. Чим східніше, тим посушливих тут клімат, на який впливає пустеля Калахарі.
В області Хардап розташований національний парк Наміб-Науклуфт, з 2009 року входить до складу національного парку Наміб-Берег Скелетів. Тут також можна побачити такі природні пам'ятки, як Соссуфлей і Сесрім-каньйон.

## Населені пункти
Адміністративний центр області — місто Марієнталь, що лежить на Фіш-Рівер нижче греблі. Великі міста — Рехобот, район компактного проживання рехоботських бастерів, і Гібеон.

## Адміністративний поділ
В адміністративному відношенні область поділяється на 8 виборчих районів.
- Aranos (Аранос)
- Daweb (Давеб)
- Gibeon (Гібеон)
- Mariental Rural
- Mariental Urban
- Rehoboth Rural
- Rehoboth Urban East
- Rehoboth Urban West